# Grupo Baumgart
O Grupo Baumgart (também conhecido como Grupo Otto Baumgart) é um conglomerado de empresas sediado na cidade de São Paulo. Foi criado em 1936 pelo empresário teuto brasileiro Otto Baumgart, a partir da fundação da indústria química Vedacit.
O grupo foi reorganizado em 2012 para administrar as empresas do grupo: a Vedacit, as Fazendas Reunidas Baumgart, os shoppings Center Norte e Lar Center, o centro de convenções Expo Center Norte, o hotel Novotel Center Norte e outros imóveis comerciais e investimentos pertencentes a família. Tem sua sede e a maior parte de suas operações concentradas na zona norte de São Paulo, principalmente nos bairros da Vila Guilherme e da Vila Isolina Mazzei.

## História
Em 1936 após alguns nos estudando na Alemanha e a morte de seu irmão, Otto Baumgart veio para São Paulo e fundou a Otto Baumgart Indústria e Comércio Ltda., iniciando a produção do impermeabilizante Vedacit, produto com o qual fez fortuna. Anos mais tarde, a indústria diversificou sua atuação, produzindo também itens para calefação, vedação e proteção de lajes, concretos, argamassas e mantas asfálticas, sendo um dos responsáveis pela pavimentação asfáltica da Avenida 9 de Julho, no centro de São Paulo.
Na década de 60, a empresa comprou o terreno de 150.000 m² onde atualmente fica o Shopping Center Norte, na época, a região era ocupada por um lixão e várias lagoas. Em 1964, com a compra de outros terrenos nos arredores, iniciaram-se as obras de aterramento e terraplanagem de toda a região.
Em 1975, o grupo criou as Fazendas Reunidas Baumgart como o braço de agropecuária do grupo e em 1983, fundou a Vedacit do Nordeste S.A.
Em 1984, inaugurava o Shopping Center Norte, o primeiro empreendimento da área conhecida como Cidade Center Norte, composto pelos shoppings Center Norte e Lar Center, o centro de eventos Expo Center Norte e o hotel Novotel Center Norte, respectivamente inaugurados nos anos de 1984, 1987, 1993 e 2000. Ao longo dos anos, a empresa investiu na expansão, reformas e desenvolvimento de seus empreendimentos, sobretudo na cidade de São Paulo.

## Empresas do grupo
- Vedacit (indústria química de materiais de construção)
- Fazendas Reunidas Baumgart (agropecuária)
- Shopping Center Norte (shopping center)
- Shopping Lar Center (shopping center especializado em moveis e decoração)
- Expo Center Norte (centro de eventos e convenções)
- Novotel Center Norte (complexo hoteleiro)
- Baumgart Participações (investimentos)